# Teresa's burgerlijke begraafplaats
Teresa's burgerlijke begraafplaats, in het Occitaans Cementèri civiu de Teresa, in de Spaanse gemeente Bausen in de Val d'Aran, is een van de oudste burgerlijke begraafplaatsen van Catalonië en met zijn enige graf waarschijnlijk ook de kleinste van heel Spanje. Het kleine kerkhof ligt aan het einde van een smalle bergweg. Het is een romantisch bedevaartsoord geworden en er liggen bijna altijd verse bloemen. Op de grafsteen staat de tekst "A mi amada Teresa" (aan mijn geliefde Teresa).

## Geschiedenis
Teresa en Sisco, twee jonge mensen uit het dorp, bekend als de «geliefden van Bausen» wilden huwen in het begin van de 20ste eeuw. De katholieke pastoor – in die tijd kende Spanje geen burgerlijk huwelijk – vroeg een niet onaanzienlijk bedrag voor een pauselijke dispensatie, aangezien die twee verre verwanten waren. Dat was volgens hem een huwelijksbeletsel. Het stel wilde niet betalen, leefde samen "in zonde" en kreeg twee kinderen.
Op 10 mei 1916 stierf Teresa plots aan een acute longontsteking. Daarop weigerde diezelfde pastoor de "zondares" in de gewijde grond van het plaatselijke kerkhof te begraven; dat zou in zijn ogen pure profanatie zijn geweest. Daarop sloegen de parochianen de handen ineen en bouwden in één nacht een burgerlijke begraafplaats. 's Anderendaags werd Teresa daar in alle waardigheid begraven. In 2016 vond een grote viering plaats ter gelegenheid van het honderdjarig bestaan van de begraafplaats. Op 18 september 2020 besloot de Conselh Generau d'Aran (de algemene raad van de autonome regio Aran) het ensemble te beschermen als cultureel monument van lokaal belang (Bé Cultural d'Interès Local).
De nakomelingen van Sisco en Teresa zijn tijdens de Spaanse burgeroorlog naar Frankrijk gevlucht.

## Verwijzingen
1. ↑  (ca)  (14 oktober 2020). "Els amants de Bausen", la història de l'única tomba del cementiri més petit d'Espanya [‘Het liefdespaar van Bausen’, geschiedenis van het enige graf op de kleinste begraafplaats van Spanje]. TV3 Notícies  2020
2. 1 2  (ca)  (10 november 2020). El cementiri de Teresa. El Punt Avui  XLV (15540): 12
3. ↑  (ca) Catalunya m'agrada, Els amants de Bausen i el cementiri de la Teresa (14 de november 2017). Geraadpleegd op 10 november 2020.
4. ↑  In de warme mediterrane landen was en is het gebruikelijk overledenen binnen de vierentwintig uren te begraven.
5. 1 2  (ca)  (10 april 2016). Els ‘amants de Bausen’ mobilitzen la població. La Mañana  2020: 14
6. ↑  (oc) Conselh Generau d'Aran, Era glèisa parroquiau de Sant Pèir e eth sòn cementèri, es capèles de Sant Ròc e de Santa Anna e eth cementèri civiu de Teresa en Bausen, declaradi coma Bens Culturaus d’Interès Locau (24 september 2020). Geraadpleegd op 10 november 2020.
7. ↑  (ca) Ràdio Seu, El cementiri més petit de l'Estat, situat a Bausen, ja és Bé Cultural d'Interès Local (1 november 2020). Geraadpleegd op 10-11-2020.